# Muhammed Lawal
Muhammed Lawal (ur. 11 stycznia 1981) – amerykański zapaśnik w stylu wolnym oraz zawodnik mieszanych sztuk walki (MMA). Zajął siódme miejsce w mistrzostwach świata z 2005. Złoto na mistrzostwach panamerykańskich w 2007, drugi w Pucharze Świata w 2007. Były mistrz organizacji Strikeforce z 2010 oraz zwycięzca Rizin Heavyweight Grand Prix z 2015.
Zawodnik Plano East Senior High School z Plano, Oklahoma State University i University of Central Oklahoma. Trzy razy All-American (2001–2003). Trzeci w NCAA Division I w 2003. Pierwszy NCAA Division II w 2002; drugi w 2001 roku.

## Wczesne życie
Został wychowany wraz z rodzeństwem przez samotną muzułmańską matkę. Dorastając był fanem profesjonalnego wrestlingu i zaczął rywalizować w zapasach w Plano East Senior High School w Plano w Teksasie. Jako junior Lawal zdobył tytuł stanowy w kategorii grecko-rzymskiej, a także zajął wicemistrzostwo stanowe. Podczas swojego seniorskiego sezonu Lawal był niepokonany i został mistrzem stanu po pokonaniu Barretta Lidjiego. Grał również w piłkę nożną, zdobywając wyróżnienia All-District jako obrońca w sezonie juniorów i jako szeroki obrońca w sezonie seniorskim. Oprócz tego trenował lekkoatletykę.
Brał udział w zapasach NCAA Division II na University of Central Oklahoma. Zajął drugie miejsce w kraju w 2001 i był mistrzem kraju w 2002. Na ostatni rok Lawal przeniósł się do wydziału I na Oklahoma State University. Został mistrzem Big 12 Conference Champion i Division I All-American w 2003 roku dla stanu Oklahoma, gdzie zajął trzecie miejsce w dywizji 89 kg. Lawal był również mistrzem kraju we freestyle'u, ważąc w tym roku 84 kg. Po ukończeniu studiów Lawal kontynuował karierę zapaśniczą na poziomie seniorskim, a także brał udział w nowo utworzonej lidze Real Pro Wrestling i został mistrzem kategorii wagowej do 184 funtów w 2004 roku.
Trzykrotnie zdobył mistrzostwo Stanów Zjednoczonych w zapasach w stylu dowolnym – w latach 2005, 2006 i 2008. Reprezentował także USA na Mistrzostwach Świata w zapasach w 2005 roku, gdzie zajął 7. miejsce. Kontrowersyjnie przegrał swój pojedynek z Sazhidem Sazhidovem z Rosji, kiedy został ukarany punktem minusowym 1 sekundę przed końcem meczu, który wygrywał, dając Sazhidovowi zwycięstwo.
Przez ponad trzy lata Lawal był jednym z lepszych zapaśników w Stanach Zjednoczonych w 84-kilogramowej dywizji. Po tym, jak nie dostał się na igrzyska olimpijskie w 2008 roku, przegrywając pojedynek z Andym Hrovatem, w którym był faworytem, Lawal zdecydował się wejść do świata mieszanych sztuk walki.

## Kariera MMA
Od 2008 profesjonalny zawodnik MMA. W latach 2008–2009 walczył w japońskim World Victory Road oraz rosyjskim M-1 Global, gdzie pokonywał m.in. Travisa Wiuffa i Marka Kerra.
W 2009 zadebiutował w czołowej amerykańskiej organizacji Strikeforce nokautując Mike'a Whiteheada, a cztery miesiące później został jej mistrzem pokonując Ormianina Gegarda Mousasiego. Pierwszą zawodową porażkę zanotował jeszcze w tym samym roku, w pierwszej obronie mistrzowskiego pasa zostając znokautowany przez Brazylijczyka Rafaela Cavalcante i tracąc tytuł. 7 stycznia 2012 po zwycięstwie nad Lorenzem Larkinem okazało się, że był na dopingu. W organizmie Lawala wykryto substancję drostanol co skutkowało zawieszeniem na dziewięć miesięcy przez komisję sportową stanu Nevada oraz zmianą wyniku starcia na no-contest (nierozstrzygnięte).
Na początku 2013 związał się z Bellator MMA, gdzie w pierwszym pojedynku zwyciężył Polaka Przemysława Mysiale przez nokaut. 21 lutego przegrał przed czasem z Emanuelem Newtonem. W tym samym roku wygrał turniej Bellatora wagi półciężkiej pokonując dwóch rywali. 2 listopada stoczył przegrany pojedynek o tymczasowe mistrzostwo Bellatora z Newtonem. 17 maja 2014 przegrał na punkty z byłym mistrzem UFC Quintonem Jacksonem.
W listopadzie 2015 został wytypowany do reprezentowania organizacji Bellator w międzynarodowym turnieju wagi ciężkiej nowo powstałej japońskiej organizacji RIZIN Fighting Federation. 31 grudnia 2015 wygrał Grand Prix Rizin wagi ciężkiej pokonując w dwudniowym turnieju trzech rywali, w finale nokautując Czecha Jirija Prochazkę.
14 maja 2016 wrócił do klatki Bellatora, tocząc walkę z Philem Davisem, którą ostatecznie przegrał na punkty.

## Życie prywatne
Rodzice Lawala są imigrantami z Nigerii. On sam urodził się w Murfreesboro, w stanie Tennessee. Ma młodszego brata o imieniu Abdullah i młodszą siostrę o imieniu Aminat. Cała trójka została wychowana przez samotną matkę: "Moja mama (Nike Rouseau) dość mocno nas wszystkich wychowała. Mojego ojca nigdy nie było w pobliżu." Ojciec Muhammeda popełnił samobójstwo, gdy Lawal miał dwadzieścia lat.
Po walce z Larkinem u Lawala zdiagnozowano gronkowca, którego nabawił się po operacji kolana. Miał gorączkę, a infekcja zżarła część jego biodra i nogi, "Miałem ten moment, w którym byłem jak, człowieku, widzę moją kość biodrową. Wciąż byłem rozdarty. Miałem ośmiopak. Ale tam jest moja kość biodrowa. Spojrzałem na swoją nogę, a ona wyglądała jak te zombie z The Walking Dead. Mam wrażenie, że spojrzałem śmierci w twarz i przeżyłem".

## Osiągnięcia

### Mieszane sztuki walki
- 2010: mistrz Strikeforce w wadze półciężkiej (-93 kg)
- 2013: Bellator 2013 Summer Series Light Heavyweight Tournament  – 1. miejsce w turnieju wagi półciężkiej
- 2014: Bellator Season 10 Light Heavyweight Tournament – finalista turnieju wagi półciężkiej
- 2015: Rizin FF Heavyweight Grand Prix – 1. miejsce w turnieju wagi ciężkiej

### Zapasy
- Mistrzostwa USA:
  - 2004: 3. miejsce w kat. -84 kg
  - 2005: 1. miejsce w kat. -84 kg
  - 2006: 1. miejsce w kat. -84 kg
  - 2007: 2. miejsce w kat. -84 kg
  - 2008: 1. miejsce w kat. -84 kg
- 2005: Mistrzostwa świata – 7. miejsce w kat. -84 kg
- 2007: Mistrzostwa Panamerykańskie – 1. miejsce w kat. -96 kg
- 2007: Puchar Świata w Zapasach 2007 – 2. miejsce -96 kg